# 朱潔儀
朱潔儀（英語：Donna Chu Kit Yee，1967年9月6日—），香港女演員、歌手、主持及畫家，曾奪得《1989年度香港小姐競選》亞軍，1990年與無綫電視簽約，兩年後離開而轉向電影界發展，2000年開始淡出娛樂圈，專注經營藝術事業和參與慈善活動；現為香港美術家協會成員。

## 簡歷
朱潔儀有四個兄弟姊妹，自己排行第三。她曾就讀官立嘉道理爵士小學和庇理羅士女子中學，甫畢業便參加《1989年度香港小姐競選》，並奪取亞軍，遂加入無綫電視兩年，完約後則以自由身拍攝多套電影。她於2000年開始淡出娛樂圈，且分別修讀香港城市大學專業進修學院嶺南派水墨畫及油畫課程、香港中文大學專業進修學院工筆花鳥畫課程，跟王無邪等多位水墨畫家拜師研習書畫；擅長用西洋油彩描繪傳統花卉，作品除了先後在北京、上海、澳洲、日本、韓國等地畫展展出，入選《全球水墨畫大展2017》及《全球水墨畫大展2018 —— 教育篇》，又獲寧波美術館、北京恭王府、新加坡中山紀念館與韓國文化研究藝術館收藏。
2017年，朱潔儀復出為奇妙電視訪談節目《餐桌商機》擔任主持，翌年應無綫電視邀請，在《流行經典50年》展示歌喉；同年接受媒體訪問時更公開就《2016年度香港小姐競選》冠軍馮盈盈，於《#後生仔傾吓偈》節目內發表的「公廁論」加以提醒 —— 港姐需要慎言，避免影響下一代，讓他們仿傚。2021年，其畫作入選《全球水墨畫大展2021》500強。

## 演出作品

### 電視劇
| 首播     | 劇名                       | 角色   |
| 無綫電視 |                            |        |
| 1990年   | 笑傲在明天                 | 宋子君 |
| 1991年   | 我愛玫瑰園                 | 張嘉欣 |
| 1991年   | 天龍奇俠                   | 翁月鳳 |
| 1992年   | 反斗威龍                   | 甘小喬 |
| 1992年   | 大地飛鷹                   | 藍陽光 |
| 1992年   | 羣星會（無綫電視電影）     |        |
| 1993年   | 情危夜合花（無綫電視電影） | 葉 玲  |

### 電影
| 首映   | 電影名             | 角色     |
| 1993年 | 城市獵人           |          |
| 1994年 | 昨夜長風           |          |
| 1995年 | 狼吻夜驚魂         | Daisy    |
| 1995年 | 我要活下去         |          |
| 1995年 | 孽戀               |          |
| 1996年 | 正牌香蕉俱樂部     |          |
| 1997年 | 97家有囍事         |          |
| 1997年 | 最佳拍檔之醉街拍檔 | 萬 莉    |
| 1998年 | 九星報喜           | 阿 嬌    |
| 1999年 | 醫神               | 生地嫂   |
| 2003年 | 大丈夫             | 楊能太太 |
| 2003年 | 男人之苦           |          |
| 2004年 | 江湖               | 費老婆   |

### 綜藝節目
| 首播     | 節目名                                      | 備註                     |
| 無綫電視 |                                             |                          |
| 1990年   | 寰宇風情 瑞士特輯                           | 與潘宗明合作主持         |
| 1991年   | 寰宇風情 澳洲維多利亞省特輯                 | 與潘宗明合作主持         |
| 1992年   | 寰宇風情 太平洋之旅：關島、帛琉、塞班島特輯 | 與歐陽震華合作主持       |
| 1992年   | 巴塞隆拿奧運 黎明總結                       | 與潘宗明和鍾淑慧合作主持 |
| 1992年   | 海陸空旅遊大競賽                            | 主持                     |
| 2000年   | 宇宙無敵獎門人                              | 第7集遊戲嘉賓            |
| 2002年   | 吾係獎門人                                  | 第5集遊戲嘉賓            |
| 2002年   | 智在必得                                    | 第79集參賽嘉賓           |
| 2005年   | 繼續無敵獎門人                              | 第19集遊戲嘉賓           |
| 2006年   | 15/16                                       | 第66 - 68集參賽嘉賓      |
| 2018年   | 流行經典50年                                | 演唱嘉賓（7月14日）      |
| 2020年   | 姊妹淘                                      | 第三輯 第69集嘉賓        |
| 亞洲電視 |                                             |                          |
| 2007年   | 鮮入為煮                                    | 嘉賓                     |
| 有線電視 |                                             |                          |
| 2017年   | 星味傾情                                    | 訪談嘉賓                 |
| 奇妙電視 |                                             |                          |
| 2017年   | 餐桌商機                                    | 主持                     |

### 廣告代言
- 1989年：《FUJIFILM》（與陳法蓉、梁佩瑚及翁慧德）
- 1995年：《海外僱傭中心》

## 音樂作品

### 專輯
| 唱片名稱 | 發行年份 | 類型     | 發行公司 | 曲目 |
| -------- | -------- | -------- | -------- | --- |
| 對手戲   | 1997年   | 粵語大碟 | 華星唱片 | 曲目 1. 對手戲 2. 終於被愛 3. 你的一切 4. 愛是從無道理 5. 情不禁 6. 情到濃時 7. 讓我牽著你的手 8. 情雪 9. 夢是寶貝 10. 懷念你 11. 活得更美麗 |

### 未收錄單曲
- 1995年：《豹少女之夢》（電影《狼吻夜驚魂》歌曲，與吳啟明合唱）
- 2014年：《迷局》（電影《愛．尋．迷》主題曲）

## 書籍
- 2011年7月：《朱潔儀 色品》畫集 （星島出版社、ISBN 9789626729823）

## 外部連結
- 朱潔儀的新浪微博
- 朱潔儀的Facebook專頁
- 朱潔儀的Instagram帳戶
- 朱潔儀在香港影庫上的簡介
- 港姐競選專輯 朱潔儀

| 前任： 陳淑蘭 | 香港小姐競選亞軍 1989年 | 繼任： 翁杏蘭 |